# Standard Oil

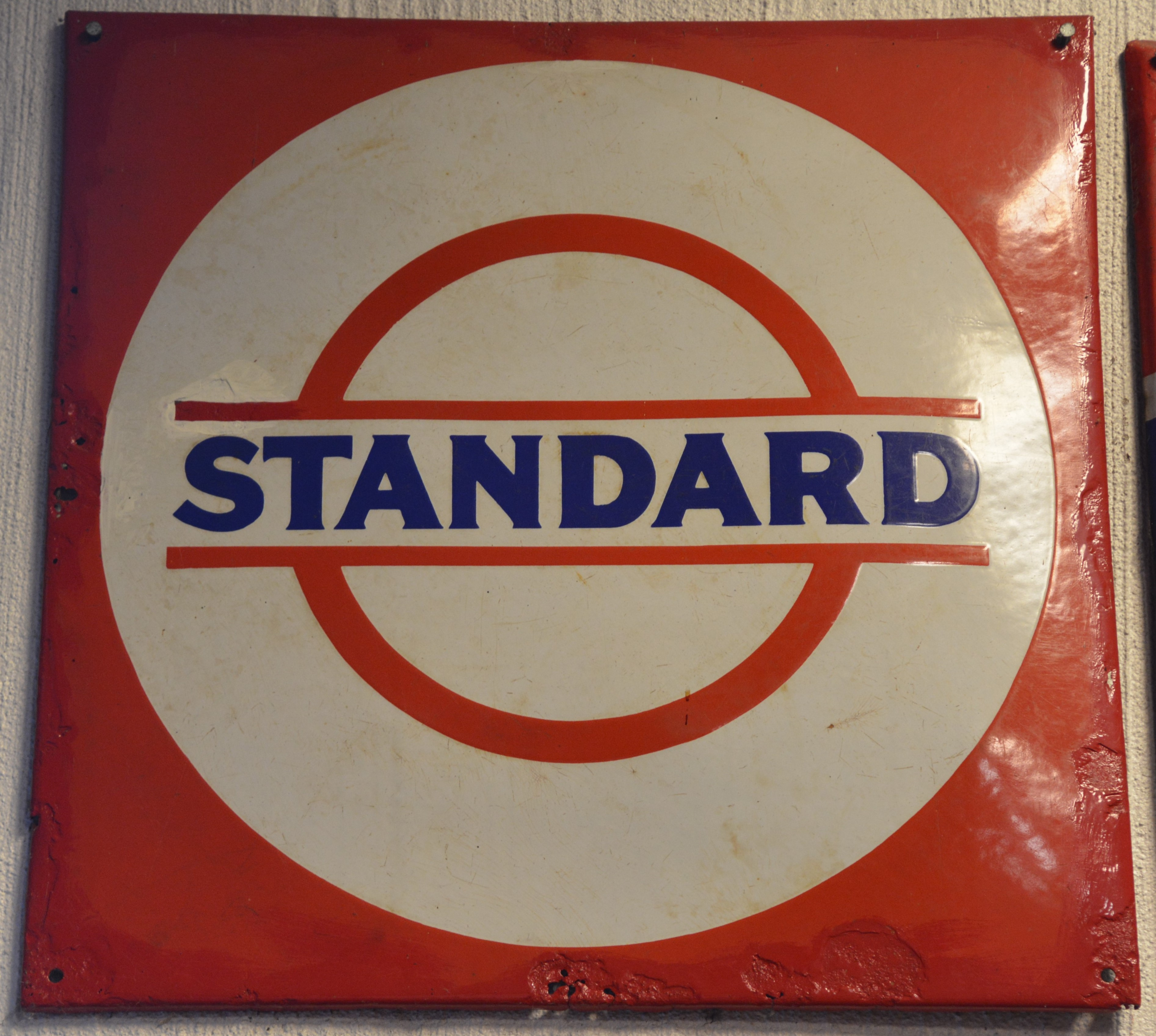
Standard Oil

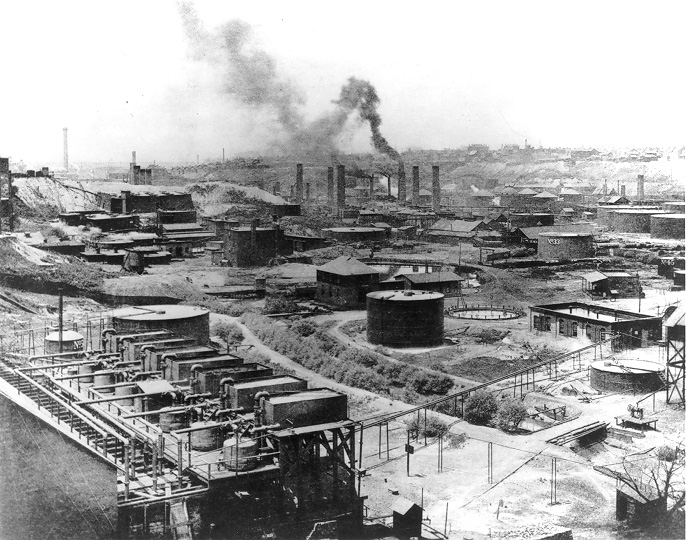
Standard Oils raffinaderi i Cleveland i Ohio 1899.

Standard Oil var en amerikansk petroleumkoncern. Företaget grundades 1870 av John D. Rockefeller och växte till ett av de första riktigt stora multinationella företagen. 
I slutet av 1800-talet kontrollerade Standard Oil hela 90 procent av raffineringen och marknadsföringen av olja samt en tredjedel av alla oljefält i världen. Detta gjorde att USA:s högsta domstol ansåg att företaget hade en monopolställning och beslutade 1911 att dela upp Standard Oil i 34 separata bolag.

## Historik
Firman Clark & Rockefeller grundades 1858. Ett oljeraffinaderi byggdes 1862 och 1865 sålde Rockefeller sin del av firman till partnern Clark för att själv investera i ett annat oljeraffinaderi i partnerskapet Rockefeller & Andrews. Ungefär samtidigt hade brodern William Rockefeller startat ett eget raffinaderi, som 1867 köptes av Rockefeller & Andrews. År 1870 bildade bröderna Rockefeller, Andrews, den nya partnern Henry M. Flagler och raffinaderiet Stephen V. Harkness bolaget Standard Oil; med John D. Rockefeller som vd. Han drog sig tillbaka från affärslivet 1895, men behöll chefstiteln till 1911. År 1901 uppgick hans förmögenhet till ca 900 miljoner dollar, vilket gjorde honom till världens rikaste man vid tiden. 
Standard Oil fick gradvis en monopolställning och i stort sett full kontroll över oljan i USA, något som gjorde ägarna ofantligt rika. Standard Oils affärsmetoder kritiserades mycket hårt. Tillväxten ökade ytterligare 1882 till följd av omstruktureringen som innebar att separata bolag organiserades i varje delstat, USA:s första stora kartell. År 1898 inledde president William McKinley en hård kampanj för att få bort de nu vanliga kartellerna i USA, något som försämrade Standard Oils läge. År 1904 publicerades boken The History of the Standard Oil Company, vilken beskriver en företagare som gick i konkurs på grund av Rockefellers avtal med South Improvement Company.
Den 15 maj 1911 beslutade USA:s högsta domstol att Standard Oil, med sin marknadsandel på 64 %, hade en monopolställning och skulle delas upp, vilket resulterade i 34 nya företag, bland annat föregångarna till dagens ExxonMobil.